# Levanders Lanthandel

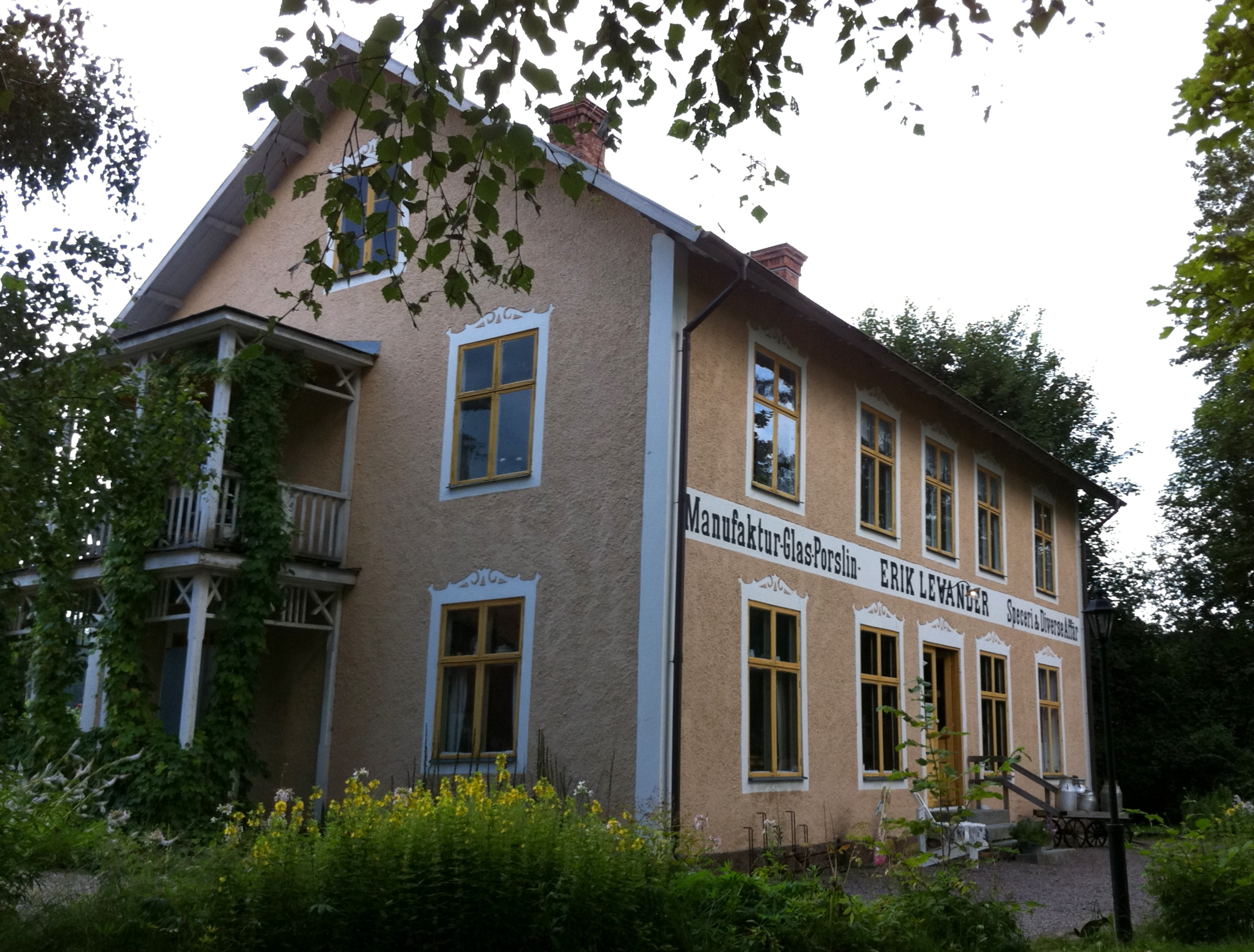
Levanders Lanthandel

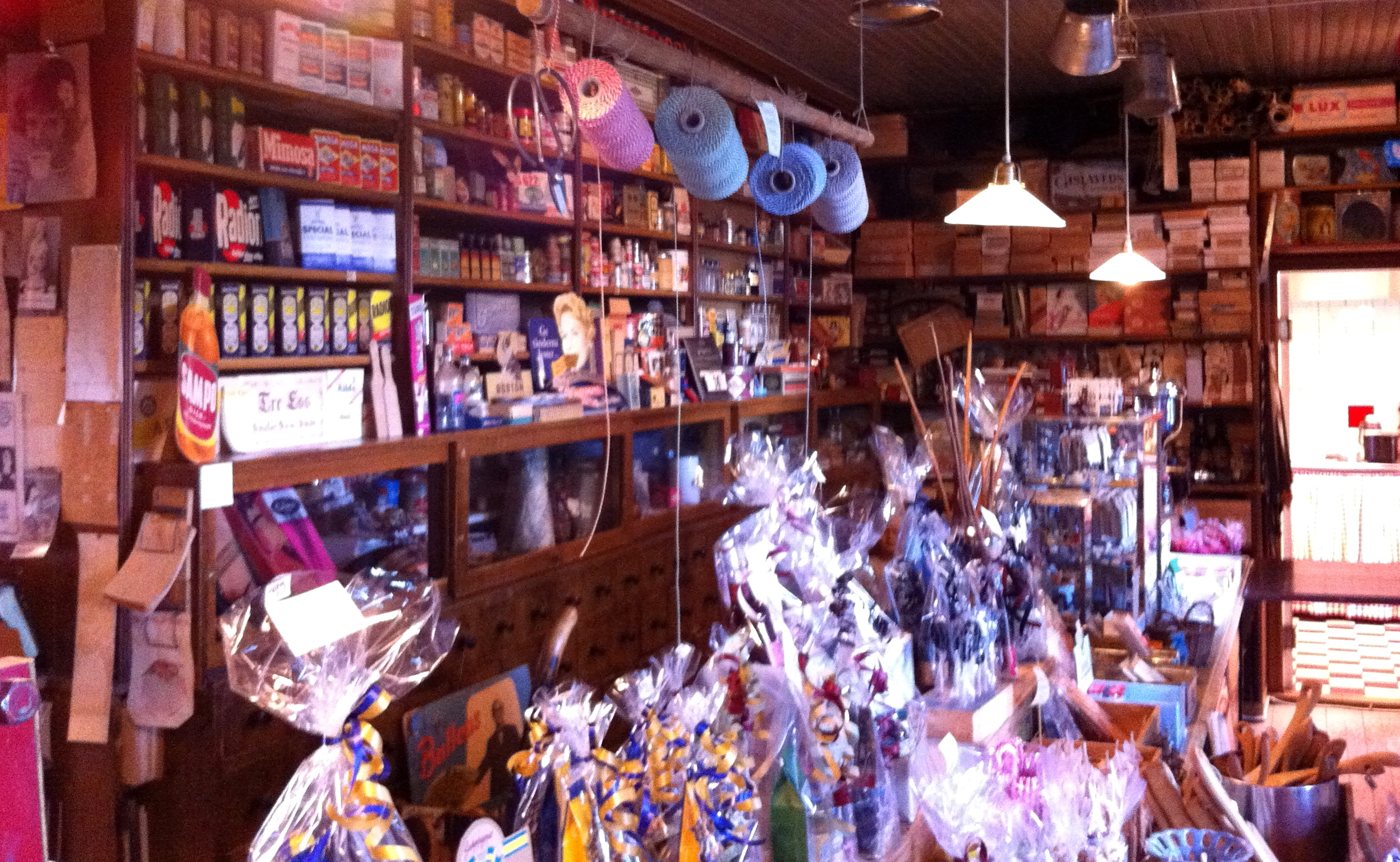
Inneneinrichtung des Geschäfts

Levanders Lanthandel ist ein als Museum betriebenes Ladengeschäft in Alseda in der schwedischen Gemeinde Vetlanda. Es wird ein typisches ländliches schwedisches Einzelhandelsgeschäft des 19. und 20. Jahrhunderts gezeigt.
Das Gebäude befindet sich zwölf Kilometer östlich von Vetlanda unmittelbar südlich der Straße 47.
Das Geschäft wurde 1864 eröffnet. Erik Levander, dessen Name noch heute groß am Haus steht, übernahm den Laden 1920 und führte ihn 50 Jahre lang bis zum 4. Juli 1970. Heute wird der Laden als Mischung aus Geschenkehandel, kleinem Café und Museum weitergeführt. Die ursprüngliche Ladeneinrichtung mit Tresen, Regalen, Kassen und ähnlichem ist erhalten und in Nutzung. Der Laden gibt so einen Einblick in die schwedische Einzelhandelswelt der 1890er Jahre. Das Café verfügt auch über Plätze im Garten des Hauses.
In den Monaten Januar bis April ist Levanders Lanthandel geschlossen.